# KFC Uerdingen 05
KFC Uerdingen 05 tidligere kendt som Bayer Uerdingen er en tysk fodboldklub fra Krefeld i Nordrhein-Westfalen. Klubben spiller i den 3. bedste tyske række, men var i 80'erne og 90'erne at finde i Bundesligaen.

## Historie
Klubben blev grundlagt i 1905 under navnet FC Uerdingen 05. I 1953 besluttede en gruppe arbejdere fra firmaet Bayer AG at sponsorere klubben, der derfor skiftede navn til FC Bayer 05 Uerdingen. I 1996 endte Bayer sit sponsorat, og klubben tog sit nuværende navn.
I de første mange år af klubbens historie rodede den rundt i de lavere rækker, men i 1971 kom den op i næstbedste række. Fire år senere gjorde klubben sin debut i Bundesligaen, men det blev en forsmædelig sæson, og klubben rykkede ud med det samme. I 1979 rykkede den op igen, og holdt sig denne gang to sæsoner i den bedste række, og efter at have rundet 2. Bundesliga i 1981/1982-sæsonen, rykkede klubben igen op. Denne gang lykkedes det klubben at blive i ligaen helt frem til 1991 og i denne periode blev det også til sejr i den tyske pokalturnering i 1985 og deltagelse i Pokalvindernes Turnering i 1986 med klubbens sejr over de østtyske rivaler fra Dynamo Dresden i kvartfinalen.
I starten af 90'erne rykkede klubben op og ned i Bundesligaen, men efter 1996-nedrykningen var det slut. Efter tre sæsoner i 2. Bundesliga rykkede klubben ned i Regionalligaen, hvor de spillede i seks sæsoner. 
I 2008 ændredes strukturen i tysk fodbold og Dritte Liga blev oprettet. Pga. økonomiske problemer fik klubben ikke licens og tvangsnedrykkede til Niederrheinliga, den sjette bedste række. Klubben har gradvis spillet sig op i rækkerne, Som ny oprykker til regionalligaen, 2017/18, spillede klubben sig direkte igennen rækken og rykkede op i dritte liga.
Klubbens bedste placering er en 3. plads i Bundesligaen i 1983.

## Resultater

### Titler
Tysk pokalvinder
- Vinder (1): 1985

## Kendte spillere
- Matthias Herget
- Wolfgang Schäfer
- Wolfgang Funkel
- Friedhelm Funkel
- Holger Fach
- Oliver Bierhoff
- Stéphan Chapuisat
- Brian Laudrup

## Danske spillere
- Brian Laudrup
- Jan Bartram
- Jan Heintze
- Jess Thorup
- Andreas Maxsø
- Gustav Marcussen